# 가실
가실(嘉實, ?~?)은 신라의 군인이다.

## 생애
사량부 출신의 가난하지만 정직한 마음을 지녔다고 기록되어 있다. 그는 용모가 아름다운 행실이 의젓한 설씨녀를 사모하고 있었다.
그러던 어느날, 설씨녀의 늙고 병든 아버지가 변방의 수자리를 서게 되자 설씨녀는 걱정을 하게 되었다. 이에 그는 설씨녀 아버지 대신 역을 맡겠다고 하며 그 대신에 방수(防戍)가 끝나면 혼인하기로 약속했다. 하지만 그는 약속한 3년이 지나고 6년이 되어도 돌아오지 않자, 설씨녀의 아버지는 설씨녀를 다른 남자와 혼인시키려 했다.
그때 마침 가실이 돌아오게 되고 두 사람은 혼인을 하게 되었다.